# 王伯昭
王伯昭（ワン・ボーチャオ、1960年6月7日 - ）は中華人民共和国南京出身（原籍は河北省）の俳優。上海戯劇学院出身。日本ではテレビ朝日製作『流転の王妃・最後の皇弟』の溥儀役や、アン・リー監督作『推手』の息子役で知られる。

## 主な出演作

### 映画
- 侠女十三妹（1986年）
- 推手（1991年）

### テレビドラマ
- 西遊記——玉龍
- その人の名を知らず（NHK製作　1989年、沢口靖子と共演）
- 華の家族（原題：金粉世家　2003年）
- 流転の王妃・最後の皇弟 戦乱の愛－真実の物語（テレビ朝日製作　2003年）
- プライド 小魚児与花無缺（原題：小魚兒與花無缺　2005年）
- 三国志〜司馬懿 軍師連盟〜——劉備（2017年）

## エピソード
- 2004年9月中国で武侠ドラマ『プライド 小魚児与花無缺』を撮影中、主演で香港の人気俳優ニコラス・ツェーとディッキー・チョンに殴打を受けた事件の当事者として中国・香港の芸能界で一躍話題の人になった[1]。
- 性格的にはやや気難しいところがあるとの噂も囁かれるが役者としての演技力は高度で、竹野内豊のコメントでは「どんな環境でもすぐに自分の役に成り切れる演技派」であるらしい。